# Dignano

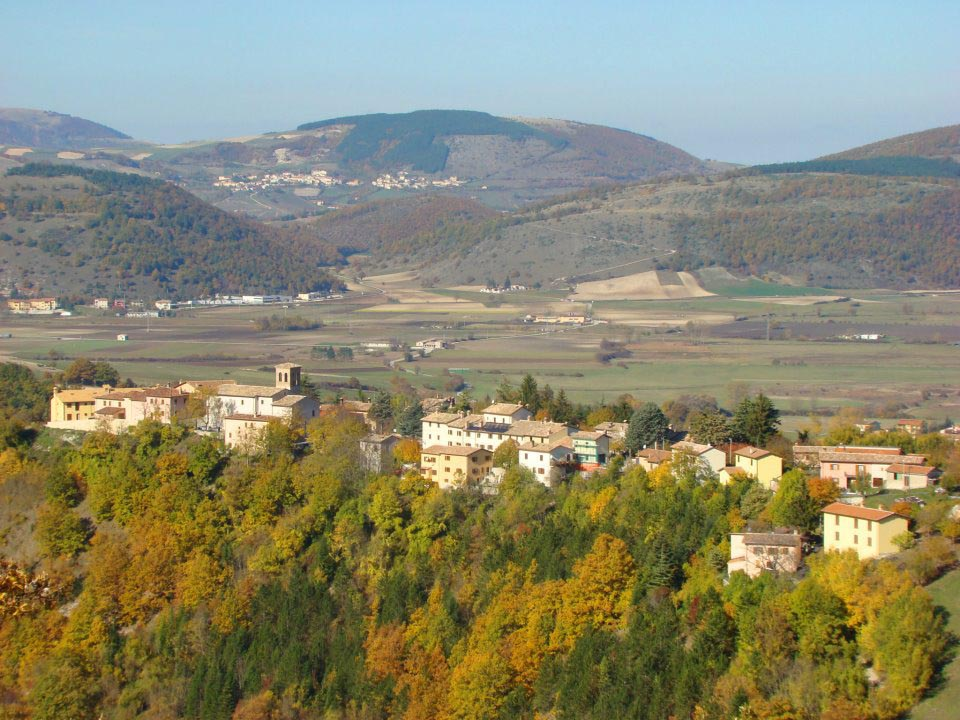
Dignano (2010)

Dignano ist eine Gemeinde in der italienischen Region Friaul-Julisch Venetien mit 2237 Einwohnern (Stand 31. Dezember 2023).
Dignano grenzt an die Gemeinden Coseano, Flaibano, Rive d’Arcano, San Daniele del Friuli, San Giorgio della Richinvelda und Spilimbergo.

## Wissenswert
Die kroatische Gemeinde Vodnjan hieß vor 1918 ebenfalls Dignano.